# 週刊ニュース解説 辛坊治郎のズバリ&どうよ!
週刊ニュース解説 辛坊治郎のズバリ&どうよ!（しゅうかんニュースかいせつ しんぼうじろうのズバリ&どうよ!）は、ABCラジオで2019年7月6日から2021年3月27日まで放送していた報道トーク番組。

## 番組概要
朝日放送ラジオは、当該放送枠にて同局アナウンサーである柴田博、ラジオパーソナリティの中野涼子の冠番組である『柴田博のほたるまち旅行社』と『感度良好!中野涼子です』の放送時間枠を移動させ、元読売テレビのアナウンサー、解説委員であった辛坊治郎を同局の平日午前のワイドバラエティ番組である『ドッキリ!ハッキリ!三代澤康司です』2019年5月4日放送分にゲスト出演させて、番組出演終了後の囲みの記者会見で「7月から週1回、ニュースのまとめのレギュラーをやらせてもらえたら、と思ってる」とレギュラー化を匂わす発言を経て、当該番組のタイトルのパイロット特番を同年5月11日に編成。
その後、同年7月6日から当該番組を放送開始。番組コンセプトは「1分聴けば、ニュースが分かる。5分聴けば、日本が分かる。1時間聴けば、世界が分かる。」を掲げ、辛坊が他局でも出演しているラジオ番組と同様に放送週に起きた国政、国際情勢、国内・国際経済情勢、社会情勢、芸能等をメインにニュース解説を行う番組である。
また、辛坊はラジオ番組のレギュラーは首都圏が聴取地域であるニッポン放送にて番組を担当しているが、当該番組は京阪神地域が聴取地域であるラジオ局にて初めてのレギュラー番組となった。しかし、辛坊は2020年9月27日にヨット太平洋無寄港横断再挑戦を決断し、これを建前に出演番組を放送している全放送局に通達している事を、同年12月14日、自身が出演しているニッポン放送にて取材会を行ない明かしていた。その後、ABCラジオは正式に当該番組が終了することをハッキリ明かしていなかったが、2021年3月6日放送分にて辛坊の申入れ通り3月27日に番組が終了することを番組内トークで明かしており、3月27日放送分にて番組終了。
当該放送枠の後継番組は、12時後半は京阪神圏に所在する複数のJリーグチームに所属した、元サッカー日本代表のプロサッカー選手であった播戸竜二の初レギュラーラジオ番組である、『播戸竜二のバン!バン!バン!』が、13時台は『感度良好!中野涼子です』が1年8ヶ月振りにスタート時間が前倒しされる事となった。
また、辛坊は前述のヨット太平洋往復無寄港横断航海再挑戦後の1年半が経過した2023年元日の夕方に、同局が編成した特別番組『辛坊治郎の万博ラジオ』が編成され、放送以後の同年3月に同局から当該番組が放送されていた枠でレギュラー昇格する事が発表された。

## 出演者

### パーソナリティ
- 辛坊治郎（ニュースキャスター、元読売テレビアナウンサー・報道局局長待遇解説委員長） - 2019年7月6日 - 2021年3月27日

### アシスタント
- 桂紗綾（朝日放送テレビアナウンサー） - 2019年7月6日 - 2021年3月27日
- 鍋谷直輝（ジェットプロダクション 代表取締役）※当該番組構成作家兼務 - 2019年7月6日 - 2021年3月27日

## 放送時間
- 土曜 12:30 - 13:30 - 2019年7月6日 - 2021年3月27日

### 放送時間の変更
2019年
- 8月10、17日：第101回全国高等学校野球選手権大会 中継編成に伴い、番組休止[10][11]。

2021年
- 1月2日：文化放送新春スポーツスペシャル 第97回箱根駅伝実況中継（文化放送制作）編成に伴い、番組休止
- 1月30日：『第119回 ABCラジオ上方落語をきく会』（12:30 - 21:00）編成に伴い、番組休止

## タイムテーブル
| タイムテーブル | タイムテーブル               | タイムテーブル |
| 時刻           | 内容                         | 備考 |
| -------------- | ---------------------------- | --- |
| 12:30.00       | オープニング                 | 挨拶後、OPトーク |
| 12:43.00       | 今週のニュースズバリ&どうよ! | 放送週に起きたニュースを同番組作家である鍋谷が10つ列挙して 辛坊が「ズバリ&どうよ!」と思ったニュースをチョイスして解説する しかし、番組開始時からニュース選定の形式を崩して来なかったが、 順番に列挙していた物をランキング形式に変更 その後、辛坊が番組出演している古巣の読売テレビの元アナウンサー、 報道局専門部長の道浦俊彦から 「同コーナーを聴いてると、最初に取り上げたニュースについて解説した 内容を忘れてしまう」との指摘を受け、2020年10月31日放送分から 鍋谷と桂がチョイスしたニュースを3つずつ列挙する形式に変更した |
| 13:02.00       | リスナーメッセージ紹介       | 時報→スポットCM後にリスナーメッセージ紹介。紹介後、辛坊が ニュースの解説をフリートーク形式で行う また、場合によってはインフォマーシャル先の企業担当者が出演し 商品紹介のフリートークを行う |
| 13:22.00       | ABCニュース                  | |
| 13:25.30       | エンディング                 | |